# Wilhelm Trapp (Widerstandskämpfer)
Wilhelm Trapp (* 4. Juli 1906 in Saarbrücken; † 9. Januar 1974 ebenda) war ein deutscher Widerstandskämpfer gegen den Nationalsozialismus und Interbrigadist.

## Leben
Wilhelm Trapp besuchte die Volksschule und wurde anschließend Taxifahrer mit eigenem Gewerbe in Alt-Saarbrücken. Dort lernte er Berufskollegen aus dem Roten Frontkämpferbund kennen, so unter anderem Karl Merkel und Max Kleinbauer. 1930 heiratete er Maria Lenz, die Schwester von Fritz Lenz und trat 1931 der KPD bei. Im Abstimmungskampf um das Saargebiet gehörte er nach Informationen von Oberregierungsrat Richard Binder zum „engeren Vorstand der Partei“. Mit seinem Taxi soll er kommunistische Materialien, wie Flugblätter, Schriften und Zeitungen, in das Deutsche Reich eingeschmuggelt haben.
1934 gewährte er dem flüchtigen Kommunisten Rudolf Engel Unterschlupf. Gemeinsam mit ihm gab er die Zeitschrift Sturm heraus, die sich nach dem Röhm-Putsch an enttäuschte SA-Männer richtete. Nach dem Anschluss des Saargebiets an das Deutsche Reich ging Trapp mit seiner Familie ins Exil nach Frankreich. Dort versuchte er erfolglos, sich in Straßburg und dann in Paris eine Existenz als Taxifahrer aufzubauen, doch die französischen Behörden gaben ihm keine Arbeitserlaubnis. Enttäuscht wandte er sich an die Sowjetunion, die ihn schließlich im Juli 1935 aufnahm.
In der Sowjetunion verdiente er seinen Lebensunterhalt als Hilfsarbeiter in Stalinsk und später Dubrowka. Anschließend wurde er LKW-Fahrer und traf Richard Engel wieder. Im April 1937 ging Trapp als Panzerfahrer in den Spanischen Bürgerkrieg. Über seine Rolle dort ist wenig bekannt. So wurde er wohl als Offizier einer Panzereinheit eingesetzt und verließ mit den letzten Verbänden 1939 das Land. In Frankreich wurde er im Lager St. Cyprien bei Perpignan interniert, gelangte aber auf Betreiben der Pariser Botschaft wieder in die Sowjetunion.
Zurück in der Sowjetunion arbeitete er als Werkzeugschlosser. Nach Beginn des Unternehmens Barbarossa wurde er an einer Komintern-Schule ausgebildet und für einen Auftrag in Deutschland vorbereitet. In der Nacht vom 18. auf den 19. Mai 1942 sprang er zusammen mit Walter Gersmann und Jakob Freund über einem Waldstück in der Nähe des Dorfes Dittau ab. Es kam zu einem Feuergefecht mit örtlichen Polizeibeamten, bei dem Jakob Freund, der Funker der Gruppe, erschossen wurde. Trapp und Gersmann gelang zwar die Flucht, sie wurden jedoch am Mittag nach einer Suchaktion aufgegriffen. Die beiden wurden in das Reichssicherheitshauptamt nach Berlin gebracht und anschließend von der Gestapo verhört. Insgesamt verblieb er ein Jahr in den Händen der Gestapo. Dort wurde er gezwungen zu kooperieren, was dazu führte, dass er als einer der wenigen Sowjet-Agenten die Gefangenschaft überlebte, im Gegensatz zu seinem Genossen Gersmann, der 1943 hingerichtet wurde. Trapp wurde dann bis Kriegsende in verschiedenen Gefängnissen untergebracht. Später lebte er unter Pseudonym in Köln, um nicht an die Sowjetunion ausgeliefert zu werden.
1948 kehrte er nach Saarbrücken zurück und arbeitete wieder als Taxifahrer. Am 9. Januar 1974 verstarb er in Saarbrücken.